# Hydriomena grisescens
Hydriomena grisescens är en fjärilsart som beskrevs av Friedrich von Huene 1907. Hydriomena grisescens ingår i släktet Hydriomena och familjen mätare. Inga underarter finns listade i Catalogue of Life.